# Храм Свете Тројице у Ловцима
Храм Свете Тројице се налази у месту Ловци и удаљен је 18 километара од општине Јагодина и 24 километара од града Крагујевца. Храм припада шумадијској епархији и византијском стилу градње.

## Историјат
Идеја о градњи месног храма постојала је више деценија код људи овога краја, да би у освит новог миленијума сазрела захваљујући покретачкој иницијативи господина Радомира С. Петровића. Припремни радови за изградњу храма почели су 1995, да би сама градња храма почела у пролеће 1996. уз свесрдну и несебичну помоћ житеља овог краја. Захваљујући донацијама предузећа те добровољном раду мештана, храм је саграђен након 12 година градње тј. у јесен 2007 године. Његово Преосвештенство Епископ шумадијски Господин Јован освештао је нове крстове и звоно за храм 8. септембра 2009. године. Друго звоно је освештано у суботу 13. маја 2023. године и постављено нешто касније исте године у звонику цркве. Храм је посвећен Светој Тројици и припада Багрданској парохији и црквеној општини, под чијим се старешинством и налази. Порту храма краси стогодишња липа, око које се сваке године за време храмовне славе одржава сеоска литија са богатим културноуметничким програмом. У недељу 17. септембра 2023. године са почетком од 8 часова извршено је велико освећење новоподигнутог и велелепног храма од стране надлежнога архијереја шумадијског Г. Јована, уградивши у олтар мошти Светога Цара Лазара.

## Архитектура
Занимљиво да је идејно решење за храм израдио професор Бранко Пешић, архитекта Храма Светог Саве. Док је пројекат храма урадио професоров асистент и архитекта Љиљана Танасијевић, која је родом из ових крајева. Храм је урађен у изворном српско-византијском стилу. Храм је облика уписаног крста и поседује припрату са галеријом и високим звоником, затим наос са куполом и тространу олтарску апсиду. У припрати храма се налазе просторије за продају свећа, исповедаоница, те степениште за галерију храма. Наос храма лежи на четири масивна стуба изнад које је прелепа и пространа осмоугаона купола, док се са десне стране испред олтара налази певница. Иконостас и врата храма су израђени од храстовог дрвета са биљним и животињским мотивима у техници дубореза. Код западног улаза налази се аркада звоника која належе на два масивна стуба. Изнад прозора који су застаклени жутим стаклом са мотивима саћа, налазе се полукружни лукови. Спољашњост храма је беле боје са израженим елементима од декоративне црвене опеке. Куполе и кровни појас храма су наткривени чистим бакром, док су олуци и окапнице израђени од црног пластифицираног лима. Позлаћени крстови су јединственог дизајна у православном свету и рад су предузећа "Стражевица" из Баточине. На месту изградње храма постојала је руинирана капела из 18. века.

## Галерија
- Храм Свете Тројице у селу Ловци
- Храм Свете Тројице у селу Ловци
- Храм Свете Тројице у селу Ловци
- Храм Свете Тројице у селу Ловци
- Храм Свете Тројице у селу Ловци
- Храм Свете Тројице у селу Ловци
- Храм Свете Тројице у селу Ловци, ентеријер
- Храм Свете Тројице у селу Ловци,ентеријер
- Храм Свете Тројице у селу Ловци, ентеријер
- Храм Свете Тројице у селу Ловци, ентеријер
- Храм Свете Тројице у селу Ловци, иконостас